# Michał Cichy (trener)
Michał Cichy (ur. 29 listopada 1977, zm. 26 maja 2022) – polski siatkarz oraz trener siatkarski.

## Życiorys
Zawodnik Wifamy Łódź w kategoriach młodzieżowych, a następnie w II lidze. Po skończonej karierze zawodniczej zajął się szkoleniem młodzieży, potem trafił do Łódzkiego Klubu Sportowego (ŁKS). Przez większość kariery zawodowej był związany z kobiecym klubem siatkarskim ŁKS-em Łódź. Pełnił tam funkcje asystenta trenera, głównego trenera i statystyka. Był nauczycielem wychowania fizycznego w Zespole Szkół Ogólnokształcących nr 1 w Łodzi. 
Zmarł na zawał serca, pochowany na Cmentarzu Zarzew w Łodzi

## Pełniące funkcje i zdobyte sukcesy w ŁKS-ie Łódź
| Lata                      | Funkcja          | Osiągnięcie                       | Trofeum               | Rok                  |
| ------------------------- | ---------------- | --------------------------------- | --------------------- | -------------------- |
| 2008–2011 (do 12.2011)    | asystent trenera |                                   |                       |                      |
| 2011–2015 (od 12.2011)    | I trener         | II liga                           | srebro                | 2014                 |
| 2011–2015 (od 12.2011)    | I trener         | I liga                            | srebro                | 2015                 |
| 2015–2016                 | asystent trenera | I liga                            | złoto                 | 2016                 |
| 2016–2022 (do 10.02.2022) | statystyk        | Puchar Polski                     | srebro                | 2018                 |
| 2016–2022 (do 10.02.2022) | statystyk        | Liga Siatkówki Kobiet/Tauron Liga | złoto · srebro · brąz | 2019 2018 2020, 2021 |
| 2022 (od 10.02.2022)      | I trener         | Tauron Liga                       | brąz                  | 2022                 |